# Greenville (Michigan)
Greenville – miasto w Stanach Zjednoczonych, w stanie Michigan, w hrabstwie Montcalm. W 2010 zamieszkiwało w nim ponad 8000 osób.